# Schaal van Mercalli
De intensiteitsschaal van Mercalli is een schaal om de gevolgen van aardbevingen uit te drukken.
De gevolgen van een aardbeving worden weergegeven met de schaal van Mercalli. De schaal geeft de intensiteit van de optredende trillingen weer. Deze trillingen zijn de directe oorzaak van schade. De intensiteitsschaal van Mercalli is in 1902 ontworpen door de Italiaan Giuseppe Mercalli (1850-1914). De intensiteit is een aanduiding voor wat er op een bepaalde plaats wordt waargenomen van een aardbeving, dus wat de effecten zijn op bijvoorbeeld mensen, voorwerpen, gebouwen en het landschap. De intensiteit is afhankelijk van de afstand tot het epicentrum en van het soort ondergrond. Hoe groter de epicentrale afstand is, hoe minder de grond zal bewegen en hoe kleiner de schade, dus hoe kleiner de intensiteit. Maar de intensiteit kan toenemen wanneer de lokale ondergrond de seismische trillingen versterkt, zoals dat het geval was bij de zware aardbeving in Mexico in 1985.

## Indeling
De schaal van Mercalli is verdeeld in twaalf graden, aangegeven met romeinse cijfers. De schaalverdeling loopt van I (niet gevoeld, slechts door instrumenten geregistreerd) tot XII (buitengewoon catastrofaal) en gegroepeerd in vier categorieën (mild, matig, sterk, brutaal). De verdeling ziet er als volgt uit:
| Intensiteitsgraden           | Aardbevingscategorie | Omschrijving |
| ---------------------------- | -------------------- | --- |
| 1. Niet gevoeld              | N/A                  | Wordt niet gevoeld en slechts door seismometers geregistreerd.                                                         |
| 1. Heel zwak                 | Mild                 | Wordt alleen onder gunstige omstandigheden gevoeld.                                                                    |
| 1. Zwak                      | Mild                 | Wordt door enkele personen gevoeld. Trilling als van voorbijgaand verkeer.                                             |
| 1. Licht                     | Mild                 | Wordt door velen gevoeld. Trillingen als van zwaar verkeer. Rammelen van ramen en deuren.                              |
| 1. Matig                     | Matig                | Wordt algemeen gevoeld. Opgehangen voorwerpen slingeren. Slapende mensen worden wakker.                                |
| 1. Sterk                     | Sterk                | Lichte schade. Schrikreacties. Voorwerpen in huis vallen om. Lichte schade aan minder solide huizen.                   |
| 1. Zeer sterk                | Sterk                | Behoorlijke schade. Schade aan veel gebouwen. Schoorstenen breken af. Golven in vijvers. Kerkklokken geven geluid.     |
| 1. Vernielend                | Sterk                | Zware schade. Algehele paniek. Algemene schade aan gebouwen. Zwakke bouwwerken gedeeltelijk vernield.                  |
| 1. Verwoestend               | Brutaal              | Veel gebouwen zwaar beschadigd. Schade aan funderingen. Ondergrondse pijpleidingen breken.                             |
| 1. Vernietigend              | Brutaal              | Extreme schade. Verwoesting van vele gebouwen. Schade aan dammen en dijken. Grondverplaatsing en scheuren in de aarde. |
| 1. Catastrofaal              | Brutaal              | Algemene verwoesting van gebouwen. Rails worden verbogen. Ondergrondse leidingen vernield.                             |
| 1. Buitengewoon catastrofaal | Brutaal              | Algemene verwoesting. Verandering in het landschap. Scheuren in rotsen.                                                |

## Schalen voor de omvang van aardbevingen
De omvang van aardbevingen kan worden aangegeven met de magnitude of met intensiteit. De magnitude geeft aan hoeveel energie er bij de aardbeving vrij kwam. Dat geeft aanwijzingen over de processen die zich in de aardbodem afspelen. De magnitude is onafhankelijk van de plaats op aarde waar deze wordt berekend.
De intensiteit van de aardbeving geeft wat de uitwerking op het aardoppervlak is. Het geeft aanwijzingen over de gevolgen die de aardbeving heeft op het aardoppervlak. De intensiteit van een beving is afhankelijk van de plaats van waarneming. Een aardbeving op grote diepte geeft een minder grote intensiteit aan het aardoppervlak dan een minder grote diepte. De intensiteit is ook afhankelijk van de samenstelling van de bodem.

## Verwijzingen
1. ↑  Vries, W.C.P. de (2001). Aardbevingen. GEA 34 (2): 35-67. ISSN: 0167-4692.
2. ↑  Uitleg over Magnitudeschalen (html). Koninklijk Nederlands Meteorologisch Instituut (KNMI). Gearchiveerd op 15 augustus 2018. Geraadpleegd op 15 augustus 2018. “De magnitudeschaal van Richter geeft de kracht van aardbevingen weer. De intensiteitsschaal van Mercalli richt zich op de gevolgen.”